# Alors joue!
Alors joue! (Vooruit: speel!) is het tweede studioalbum van Gens de la lune. De band van ex-Angelid Francis Décamps heeft zich in die tussentijd nog geen vast platenlabel kunnen veroveren, doch het album is bij de meeste Franse muziekleveranciers te koop. Het album is opgenomen in Montbéliard. Alors joue! is opnieuw een conceptalbum over de maan.

## Musici
- Francis Décamps – zang, toetsinstrumenten
- Damien Choppard – gitaar
- Farid Boubrit – basgitaar
- Jean-Philippe Suzan – zang, percussie
- Cedric Mells – slagwerk

## Muziek
| Nr. | Titel                                    | Duur  |
| --- | ---------------------------------------- | ----- |
| 1.  | Alors joue! (Décamps)                    | 7:05  |
| 2.  | Je te laisse (Suzan, Décamps)            | 4:00  |
| 3.  | Pianoforte (Suzan, Décamps)              | 5:58  |
| 4.  | Lunar bank (Suzan, Décamps)              | 5:36  |
| 5.  | Quel désastre (Décamps)                  | 8:05  |
| 6.  | No comment (Décamps)                     | 7:16  |
| 7.  | Hypocrite et comédien (Suzan, Décamps)   | 4:08  |
| 8.  | Le meilleur pour la fin (Suzan, Décamps) | 11:45 |